# Andrea Sestini Hlaváčková
Andrea Sestini Hlaváčková   (Plzeň, 10 d'agost de 1986) és una tennista txeca retirada.

## Carrera esportiva
En el seu palmarès destaquen dos títols de Grand Slam en la modalitat de dobles femenins d'un total de sis finals disputades, tots dos títols aconseguits junt a Lucie Hradecká. També va guanyar un títol en dobles mixts al costat de Max Mirnyi. Va aconseguir un total de 27 títols de dobles femenins durant la seva trajectòria que li van permetre arribar al tercer lloc del rànquing de dobles. Individualment no va aconseguir cap títol i la seva posició més alta al rànquing mundial va ser el 58è lloc.
Va formar part de l'equip txeca de Fed Cup en diverses ocasions i va col·laborar en la consecució dels títols de 2012 i 2014. Amb Hradecká va guanyar una medalla d'argent olímpica en els Jocs Olímpics de Londres 2012, després de caure davant les germanes Venus i Serena Williams.

## Vida personal
El juliol de 2017 es va casar amb l'extennista italià Fabrizio Sestini i van tenir dues filles anomenades Isabella (2019) i Bea (2024). A finals de 2017 va començar a competir amb el nou nom de casada.
La seva germana gran Jana Hlaváčková també va ser tennista professional.

## Torneigs de Grand Slam

### Dobles femenins: 6 (2−4)
| Resultat   | Núm. | Any  | Torneig              | Parella        | Oponents                             | Marcador         |
| ---------- | ---- | ---- | -------------------- | -------------- | ------------------------------------ | ---------------- |
| Guanyadora | 1.   | 2011 | Roland Garros        | Lucie Hradecká | Sania Mirza Elena Vesnina            | 6−4, 6−3         |
| Finalista  | 1.   | 2012 | Wimbledon            | Lucie Hradecká | Serena Williams Venus Williams       | 5−7, 4−6         |
| Finalista  | 2.   | 2012 | US Open              | Lucie Hradecká | Sara Errani Roberta Vinci            | 4−6, 2−6         |
| Guanyadora | 2.   | 2013 | US Open              | Lucie Hradecká | Ashleigh Barty Casey Dellacqua       | 6−7(4), 6−1, 6−4 |
| Finalista  | 3.   | 2016 | Open d'Austràlia     | Lucie Hradecká | Martina Hingis Sania Mirza           | 6−7(1), 3−6      |
| Finalista  | 4.   | 2017 | Open d'Austràlia (2) | Peng Shuai     | Bethanie Mattek-Sands Lucie Šafářová | 7−6(4), 3−6, 3−6 |

### Dobles mixts: 1 (1−0)
| Resultat   | Núm. | Any  | Torneig | Parella    | Oponents                         | Marcador    |
| ---------- | ---- | ---- | ------- | ---------- | -------------------------------- | ----------- |
| Guanyadora | 1.   | 2013 | US Open | Max Mirnyi | Abigail Spears Santiago González | 7−6(5), 6−3 |

## Jocs Olímpics

### Dobles femenins
| Any  | Campionat                          | Parella        | Oponents                       | Resultat |
| ---- | ---------------------------------- | -------------- | ------------------------------ | -------- |
| 2012 | Jocs Olímpics, Londres, Regne Unit | Lucie Hradecká | Serena Williams Venus Williams | 4−6, 4−6 |

## Palmarès

### Individual: 1 (0−1)
| Llegenda                                  |
| ----------------------------------------- |
| Grand Slam (0−0)                          |
| WTA Tour Championships / WTA Finals (0−0) |
| Premier Mandatory (0−0)                   |
| Premier 5 (0−0)                           |
| Premier (0−0)                             |
| International (0−1)                       |

| Títols per superfície |
| --------------------- |
| Dura (0−0)            |
| Gespa (0−0)           |
| Terra batuda (0−1)    |

| Resultat  | Núm. | Data                 | Torneig              | Superfície   | Oponent           | Marcador |
| --------- | ---- | -------------------- | -------------------- | ------------ | ----------------- | -------- |
| Finalista | 1.   | 21 de juliol de 2013 | Bad Gastein, Àustria | Terra batuda | Yvonne Meusburger | 5−7, 2−6 |

### Dobles femenins: 50 (27−23)
| Abans de 2009                | Després de 2009         |
| ---------------------------- | ----------------------- |
| Grand Slam (1−2)             |                         |
| Jocs Olímpics Argent (1)     |                         |
| WTA Tour Championships (0−1) |                         |
| Tier I (0−0)                 | Premier Mandatory (0−0) |
| Tier II (0−0)                | Premier 5 (1−0)         |
| Tier III (1−0)               | Premier (1−2)           |
| Tier IV i V (2−0)            | International (6−2)     |

| Títols per superfície |
| --------------------- |
| Dura (5−5)            |
| Gespa (0−2)           |
| Terra batuda (7−1)    |

| Resultat   | Núm. | Data                   | Torneig                                   | Superfície   | Parella             | Oponents                                | Marcador             |
| ---------- | ---- | ---------------------- | ----------------------------------------- | ------------ | ------------------- | --------------------------------------- | -------------------- |
| Guanyadora | 1.   | 13 de maig de 2007     | Praga, Txèquia                            | Terra batuda | Petra Cetkovská     | Ji Chunmei Sun Shengnan                 | 7−6(7), 6−2          |
| Guanyadora | 2.   | 4 de maig de 2008      | Praga (2)                                 | Terra batuda | Lucie Hradecká      | Jill Craybas Michaëlla Krajicek         | 1−6, 6−3, [10−6]     |
| Guanyadora | 3.   | 20 de juliol de 2008   | Bad Gastein, Àustria                      | Terra batuda | Lucie Hradecká      | Sesil Karatantcheva Nataša Zorić        | 6−3, 6−3             |
| Guanyadora | 4.   | 26 de juliol de 2009   | Bad Gastein (2)                           | Terra batuda | Lucie Hradecká      | Tatjana Malek Andrea Petkovic           | 6−2, 6−4             |
| Guanyadora | 5.   | 10 de gener de 2010    | Brisbane, Austràlia                       | Dura         | Lucie Hradecká      | Melinda Czink A.Parra Santonja          | 2−6, 7−6(3), [10−4]  |
| Finalista  | 1.   | 20 de febrer de 2011   | Memphis, Estats Units                     | Dura (i)     | Lucie Hradecká      | Olga Govortsova Al·la Kudriàvtseva      | 3−6, 6−4, [8−10]     |
| Guanyadora | 6.   | 24 d'abril de 2011     | Fes, Marroc                               | Terra batuda | Renata Voráčová     | Nina Bratchikova Sandra Klemenschits    | 6−3, 6−4             |
| Guanyadora | 7.   | 21 de maig de 2011     | Brussel·les, Bèlgica                      | Terra batuda | Galina Voskobóieva  | Klaudia Jans Alicja Rosolska            | 3−6, 6−0, [10−5]     |
| Guanyadora | 8.   | 5 de juny de 2011      | Roland Garros, França                     | Terra batuda | Lucie Hradecká      | Sania Mirza Ielena Vesninà              | 6−4, 6−3             |
| Finalista  | 2.   | 18 de juliol de 2011   | Palerm, Itàlia                            | Terra batuda | Klára Zakopalová    | Sara Errani Roberta Vinci               | 5−7, 1−6             |
| Guanyadora | 9.   | 8 de gener de 2012     | Auckland, Nova Zelanda                    | Dura         | Lucie Hradecká      | Julia Görges Flavia Pennetta            | 6−7(2), 6−2, [10−7]  |
| Guanyadora | 10.  | 26 de febrer de 2012   | Memphis                                   | Dura (i)     | Lucie Hradecká      | Vera Dushevina Olga Govortsova          | 6−3, 6−4             |
| Finalista  | 3.   | 8 de juliol de 2012    | Wimbledon, Regne Unit                     | Gespa        | Lucie Hradecká      | Serena Williams Venus Williams          | 5−7, 4−6             |
| Finalista  | 4.   | 5 d'agost de 2012      | Jocs Olímpics, Londres, Regne Unit        | Gespa        | Lucie Hradecká      | Serena Williams Venus Williams          | 4−6, 4−6             |
| Guanyadora | 11.  | 19 d'agost de 2012     | Cincinnati, Estats Units                  | Dura         | Lucie Hradecká      | Katarina Srebotnik Zheng Jie            | 6−1, 6−3             |
| Finalista  | 5.   | 25 d'agost de 2012     | New Haven, Estats Units                   | Dura         | Lucie Hradecká      | Liezel Huber Lisa Raymond               | 6−4, 0−6, [4−10]     |
| Finalista  | 6.   | 10 de setembre de 2012 | US Open, Estats Units                     | Dura         | Lucie Hradecká      | Sara Errani Roberta Vinci               | 4−6, 2−6             |
| Guanyadora | 12.  | 21 d'octubre de 2012   | Luxemburg                                 | Dura (i)     | Lucie Hradecká      | Irina-Camelia Begu Monica Niculescu     | 6−3, 6−4             |
| Finalista  | 7.   | 28 d'octubre de 2012   | WTA Tour Championships, Istanbul, Turquia | Dura         | Lucie Hradecká      | Maria Kirilenko Nàdia Petrova           | 1−6, 4−6             |
| Finalista  | 8.   | 3 de febrer de 2013    | París, França                             | Dura (i)     | Liezel Huber        | Sara Errani Roberta Vinci               | 1−6, 1−6             |
| Finalista  | 9.   | 7 d'abril de 2013      | Charleston, Estats Units                  | Terra batuda | Liezel Huber        | Kristina Mladenovic Lucie Šafářová      | 3−6, 6−7(6)          |
| Guanyadora | 13.  | 14 de juliol de 2013   | Budapest, Hongria                         | Terra batuda | Lucie Hradecká      | Nina Bratchikova Anna Tatishvili        | 6−4, 6−1             |
| Guanyadora | 14.  | 9 de setembre de 2013  | US Open                                   | Dura         | Lucie Hradecká      | Ashleigh Barty Casey Dellacqua          | 6−7(4), 6−1, 6−4     |
| Finalista  | 10.  | 15 de setembre de 2013 | Quebec, Canadà                            | Moqueta (i)  | Lucie Hradecká      | Al·la Kudriàvtseva Anastassia Rodiónova | 4−6, 3−6             |
| Finalista  | 11.  | 14 de setembre de 2014 | Quebec (2)                                | Moqueta (i)  | Julia Görges        | Lucie Hradecká Mirjana Lučić-Baroni     | 3−6, 6−7(8)          |
| Guanyadora | 15.  | 5 d'octubre de 2014    | Pequín, Xina                              | Dura         | Peng Shuai          | Cara Black Sania Mirza                  | 6−4, 6−4             |
| Finalista  | 12.  | 28 de febrer de 2015   | Acapulco, Mèxic                           | Dura         | Lucie Hradecká      | Lara Arruabarrena M.T. Torró Flor       | 6−7(2), 7−5, [11−13] |
| Finalista  | 13.  | 21 de juny de 2015     | Birmingham, Regne Unit                    | Gespa        | Lucie Hradecká      | Garbiñe Muguruza Carla Suárez Navarro   | 4−6, 4−6             |
| Finalista  | 14.  | 18 d'octubre de 2015   | Linz, Àustria                             | Dura         | Lucie Hradecká      | R. Kops-Jones Abigail Spears            | 3−6, 5−7             |
| Finalista  | 15.  | 31 de gener de 2016    | Open d'Austràlia, Austràlia               | Dura         | Lucie Hradecká      | Martina Hingis Sania Mirza              | 6−7(1), 3−6          |
| Guanyadora | 16.  | 30 d'abril de 2016     | Praga (3)                                 | Terra batuda | Margarita Gasparyan | María Irigoyen Paula Kania              | 6−4, 6−2             |
| Guanyadora | 17.  | 12 de juny de 2016     | Nottingham, Regne Unit                    | Gespa        | Peng Shuai          | Gabriela Dabrowski Yang Zhaoxuan        | 7−5, 3−6, [10−7]     |
| Guanyadora | 18.  | 18 de setembre de 2016 | Quebec                                    | Moqueta (i)  | Lucie Hradecká      | Al·la Kudriàvtseva Alexandra Panova     | 7−6(2), 7−6(2)       |
| Guanyadora | 19.  | 23 d'octubre de 2016   | Moscou, Rússia                            | Dura (i)     | Lucie Hradecká      | Daria Gavrilova Dària Kassàtkina        | 4−6, 6−0, [10−7]     |
| Guanyadora | 20.  | 7 de gener de 2017     | Shenzhen, Xina                            | Dura         | Peng Shuai          | Raluca Olaru Olga Savchuk               | 6−1, 7−5             |
| Finalista  | 16.  | 27 de gener de 2017    | Open d'Austràlia (2)                      | Dura         | Peng Shuai          | B. Mattek-Sands Lucie Šafářová          | 7−6(4), 3−6, 3−6     |
| Finalista  | 17.  | 25 de febrer de 2017   | Dubai, Emirats Àrabs Units                | Dura         | Peng Shuai          | Ielena Vesninà Iekaterina Makàrova      | 2−6, 6−4, [7−10]     |
| Guanyadora | 21.  | 6 de maig de 2017      | Rabat (2)                                 | Terra batuda | Tímea Babos         | Nina Stojanović Marina Zanevska         | 2−6, 6−3, [10−5]     |
| Finalista  | 18.  | 14 de maig de 2017     | Madrid, Espanya                           | Terra batuda | Tímea Babos         | Latisha Chan Martina Hingis             | 4−6, 3−6             |
| Guanyadora | 22.  | 17 de setembre de 2017 | Quebec (2)                                | Moqueta (i)  | Tímea Babos         | Bianca Andreescu Carson Branstine       | 6−3, 6−1             |
| Guanyadora | 23.  | 30 de setembre de 2017 | Taixkent, Uzbekistan                      | Dura         | Tímea Babos         | Nao Hibino Oksana Kalashnikova          | 7−5, 6−4             |
| Finalista  | 19.  | 8 d'octubre de 2017    | Pequín                                    | Dura         | Tímea Babos         | Latisha Chan Martina Hingis             | 1−6, 4−6             |
| Guanyadora | 24.  | 22 d'octubre de 2017   | Moscou (2)                                | Dura (i)     | Tímea Babos         | Nicole Melichar Anna Smith              | 6−2, 3−6, [10−3]     |
| Guanyadora | 25.  | 29 d'octubre de 2017   | WTA Finals, Kallang, Singapur             | Dura (i)     | Tímea Babos         | Kiki Bertens Johanna Larsson            | 4−6, 6−4, [10−5]     |
| Finalista  | 20.  | 13 de gener de 2018    | Sydney, Austràlia                         | Dura         | Latisha Chan        | Gabriela Dabrowski Xu Yifan             | 3−6, 1−6             |
| Finalista  | 21.  | 20 de maig de 2018     | Roma, Itàlia                              | Terra batuda | Barbora Strýcová    | Ashleigh Barty Demi Schuurs             | 3−6, 4−6             |
| Guanyadora | 26.  | 25 d'agost de 2018     | New Haven                                 | Dura         | Barbora Strýcová    | Hsieh Su-wei Laura Siegemund            | 6−4, 6−7(7), [10−4]  |
| Finalista  | 22.  | 23 de setembre de 2018 | Tòquio, Japó                              | Dura (i)     | Barbora Strýcová    | Miyu Kato Makoto Ninomiya               | 4−6, 4−6             |
| Finalista  | 23.  | 29 de setembre de 2018 | Wuhan, Xina                               | Dura         | Barbora Strýcová    | Elise Mertens Demi Schuurs              | 3−6, 3−6             |
| Guanyadora | 27.  | 7 d'octubre de 2018    | Pequín (2)                                | Dura         | Barbora Strýcová    | Gabriela Dabrowski Xu Yifan             | 4−6, 6−4, [10−8]     |

### Dobles mixts: 1 (1−0)
| Resultat   | Núm. | Data                  | Torneig               | Superfície | Parella    | Oponents                         | Marcador    |
| ---------- | ---- | --------------------- | --------------------- | ---------- | ---------- | -------------------------------- | ----------- |
| Guanyadora | 1.   | 9 de setembre de 2013 | US Open, Estats Units | Dura       | Max Mirnyi | Abigail Spears Santiago González | 7−6(5), 6−3 |

### Equips: 2 (2−0)
| Resultat   | Núm. | Data                    | Torneig                                    | Superfície | Equip                                       | Oponents                                                         | Marcador |
| ---------- | ---- | ----------------------- | ------------------------------------------ | ---------- | ------------------------------------------- | ---------------------------------------------------------------- | -------- |
| Guanyadora | 1.   | 3−4 de novembre de 2012 | Copa Federació, Praga, República Txeca (2) | Dura (i)   | Lucie Hradecká Petra Kvitová Lucie Šafářová | Ana Ivanović Jelena Janković Bojana Jovanovski Aleksandra Krunic | 3−1      |
| Guanyadora | 2.   | 8−9 de novembre de 2014 | Copa Federació, Praga (2)                  | Dura (i)   | Lucie Hradecká Petra Kvitová Lucie Šafářová | Julia Görges Angelique Kerber Sabine Lisicki Andrea Petkovic     | 3−1      |

## Trajectòria

### Individual
| Open d'Austràlia | A   | A    | A   | A   | Q2  | 2R   | 1R    | 1R   | Q2  | A   | Q1  | 0 / 3   | 1 – 3   |
| Roland Garros | A   | Q1   | A   | A   | Q2  | 1R   | Q2    | 1R   | Q1  | 1R  | Q2  | 0 / 3   | 0 – 3   |
| Wimbledon | A   | Q1   | A   | A   | 2R  | 2R   | 2R    | 1R   | 1R  | Q1  | Q3  | 0 / 5   | 3 – 5   |
| US Open | Q1  | Q1   | A   | Q2  | Q1  | Q3   | 4R    | Q3   | Q2  | Q1  | A   | 0 / 1   | 3 – 1   |
| Total Victòries−Derrotes | 0−0 | 1−1  | 0−0 | 0−0 | 1−3 | 6−11 | 10−13 | 8−17 | 5−8 | 3−4 | 1−3 | 36 – 64 | 36 – 64 |
| Rànquing a final d'any | 226 | 1238 | 227 | 158 | 106 | 112  | 65    | 134  | 169 | 155 | 274 |         |         |
| Llegenda: G: Guanyadora; F: Finalista; SF: Semifinalista; QF: Quarts de final; Q: Qualificació; A: Absent; RR: Round Robin; |     |      |     |     |     |      |       |      |     |     |     |         |         |

### Dobles femenins
| Open d'Austràlia | A   | A   | A    | 2R          | 3R          | 2R          | SF    | 2R          | QF          | 3R          | F     | F     | QF    | 0 / 10    | 27 – 10   |
| Roland Garros | A   | A   | A    | 1R          | 3R          | G           | SF    | SF          | 1R          | SF          | QF    | 1R    | SF    | 1 / 10    | 28 – 9    |
| Wimbledon | A   | 2R  | 1R   | 1R          | 2R          | 1R          | F     | QF          | SF          | 2R          | 3R    | 3R    | 3R    | 0 / 12    | 21 – 12   |
| US Open | A   | A   | A    | 2R          | 1R          | QF          | F     | G           | QF          | 3R          | 3R    | QF    | 3R    | 1 / 10    | 27 – 9    |
| Jocs Olímpics | NC  | NC  | A    | No celebrat | No celebrat | No celebrat | 2a    | No celebrat | No celebrat | No celebrat | 4a    | NC    | NC    | 0 / 2     | 7 – 3     |
| WTA Finals | A   | A   | A    | A           | A           | A           | F     | A           | A           | SF          | QF    | G     | SF    | 1 / 5     | 6 – 6     |
| Total Victòries−Derrotes | 1−1 | 5−2 | 12−5 | 14−9        | 17−13       | 30−16       | 48−12 | 33−14       | 31−16       | 33−22       | 41−19 | 60−19 | 43−22 | 368 – 170 | 368 – 170 |
| Rànquing a final d'any | 236 | 99  | 71   | 59          | 45          | 14          | 3     | 11          | 15          | 20          | 9     | 5     | 9     |           |           |
| Llegenda: G: Guanyadora; F: Finalista; SF: Semifinalista; QF: Quarts de final; Q: Qualificació; A: Absent; RR: Round Robin; |     |     |      |             |             |             |       |             |             |             |       |       |       |           |           |

### Dobles mixts
| Open d'Austràlia | A  | A  | A  | QF | 2R | 2R | QF | 2R | 2R | QF | 0 / 7  | 10 – 7  |
| Roland Garros | A  | 2R | A  | 1R | 2R | 1R | 1R | SF | SF | 2R | 0 / 8  | 9 – 8   |
| Wimbledon | 1R | 1R | 2R | 2R | 2R | 3R | 3R | 3R | 2R | 3R | 0 / 10 | 12 – 10 |
| US Open | A  | 1R | 1R | 2R | G  | 2R | SF | 2R | 1R | QF | 1 / 9  | 13 – 8  |
| Llegenda: G: Guanyadora; F: Finalista; SF: Semifinalista; QF: Quarts de final; Q: Qualificació; A: Absent; RR: Round Robin; |    |    |    |    |    |    |    |    |    |    |        |         |